# 戎本町
戎本町（えびすほんまち）は、大阪府大阪市浪速区の町名。現行行政地名は戎本町一丁目および戎本町二丁目。

## 地理
大阪市浪速区の南東部に位置。東は南海本線を挟んで恵美須西、南は関西本線を挟んで西成区萩之茶屋および花園北、西は国道26号を挟んで大国、北は国道25号を挟んで敷津東にそれぞれ接する。

## 歴史
1960年（昭和35年）に、実質的に旧町名の恵美須町4丁目が改称して誕生した町名で、1980年（昭和55年）に現在の町域に拡大された。拡大に際して編入された範囲は旧町名の貝柄町、宮津町におおむね該当する。

### 地名の由来
恵美須西に鎮座する今宮戎神社に由来する。

## 世帯数と人口
2019年（平成31年）3月31日現在の世帯数と人口は以下の通りである。
| 丁目         | 世帯数    | 人口    |
| ------------ | --------- | ------- |
| 戎本町一丁目 | 1,327世帯 | 1,617人 |
| 戎本町二丁目 | 515世帯   | 686人   |
| 計           | 1,842世帯 | 2,303人 |

### 人口の変遷
国勢調査による人口の推移。
| 1995年（平成7年）  | 1,592人 | [ 5 ] |  |
| 2000年（平成12年） | 1,734人 | [ 6 ] |  |
| 2005年（平成17年） | 1,899人 | [ 7 ] |  |
| 2010年（平成22年） | 2,136人 | [ 8 ] |  |
| 2015年（平成27年） | 2,528人 | [ 9 ] |  |

### 世帯数の変遷
国勢調査による世帯数の推移。
| 1995年（平成7年）  | 910世帯   | [ 5 ] |  |
| 2000年（平成12年） | 1,154世帯 | [ 6 ] |  |
| 2005年（平成17年） | 1,333世帯 | [ 7 ] |  |
| 2010年（平成22年） | 1,576世帯 | [ 8 ] |  |
| 2015年（平成27年） | 1,908世帯 | [ 9 ] |  |

## 事業所
2016年（平成28年）現在の経済センサス調査による事業所数と従業員数は以下の通りである。
| 丁目         | 事業所数  | 従業員数 |
| ------------ | --------- | -------- |
| 戎本町一丁目 | 81事業所  | 496人    |
| 戎本町二丁目 | 40事業所  | 431人    |
| 計           | 121事業所 | 927人    |

## 施設

### 教育施設
- 小出美容専門学校大阪校
- 大阪府立今宮高等学校
- 大阪市立木津中学校

### 公園
- 戎公園
- 戎南公園

### 企業
- 新大阪互助会

## 交通

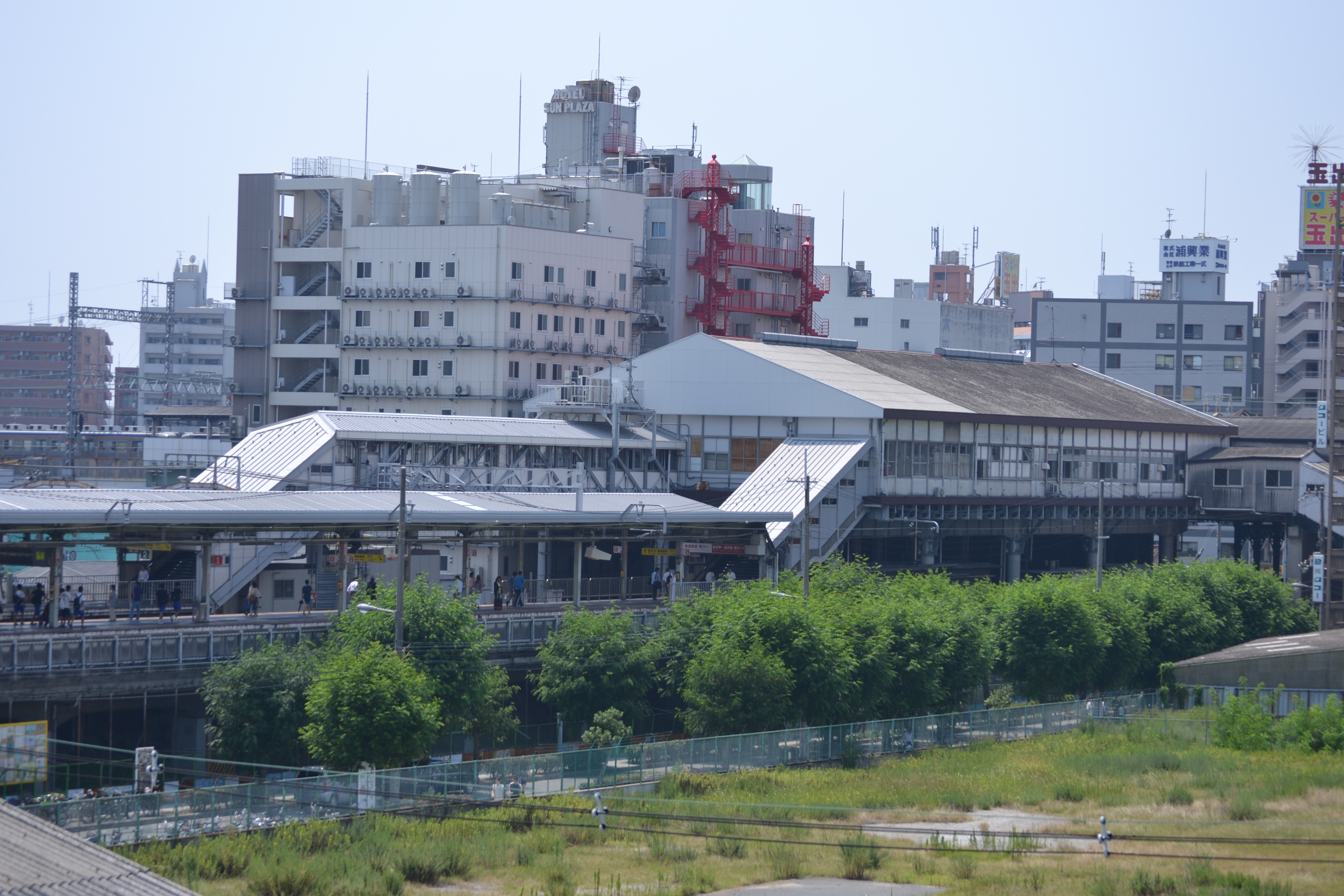
新今宮駅

### 鉄道
- 西日本旅客鉄道（JR西日本） 新今宮駅
- 大阪市高速電気軌道 (Osaka Metro) 大国町駅
  - 御堂筋線・四つ橋線

### 道路
国道
- 国道25号
- 国道26号

## その他

### 日本郵便
- 〒556-0013[3]（集配局：浪速郵便局[11]）